# Diplocoelus punctatus
Diplocoelus punctatus is een keversoort uit de familie houtskoolzwamkevers (Biphyllidae). De wetenschappelijke naam van de soort werd in 1895 gepubliceerd door Arthur Mills Lea.